# تامی وارتی
تامی وارتی (انگلیسی: Tommy Varty; ۲ دسامبر ۱۹۲۱ – April 2004 (aged 82)) بازیکن فوتبال اهل بریتانیا بود.
از باشگاه‌هایی که در آن بازی کرده‌است می‌توان به باشگاه فوتبال دارلینگتون، باشگاه فوتبال واتفورد، و باشگاه فوتبال نیوکاسل یونایتد اشاره کرد.